# هریسون دیلرد
هریسون دیلرد (به انگلیسی: Harrison Dillard) (زاده ۸ ژوئیه ۱۹۲۳ – درگذشته ۱۵ نوامبر ۲۰۱۹) ورزشکار مرد رشتهٔ دو و میدانی اهل کشور ایالات متحده آمریکا بود. وی در بین سال‌های ‎۱۹۴۸ تا ۱۹۵۲ (میلادی) در مسابقات بازی‌های المپیک تابستانی در مجموع ۴ مدال طلا را کسب کرد.